# Steve Podborski
Stephen Gregory „Steve” Podborski (ur. 25 lipca 1957 w Don Mills) – kanadyjski narciarz alpejski, brązowy medalista olimpijski i brązowy medalista mistrzostw świata, a także zdobywca Małej Kryształowej Kuli w klasyfikacji zjazdu Pucharu Świata.

## Kariera
W zawodach Pucharu Świata Steve Podborski zadebiutował w 1974 roku. Pierwsze pucharowe punkty wywalczył 1 lutego 1975 roku w Megève, gdzie był siódmy w kombinacji alpejskiej. Były to jego jedyne punkty w sezonie 1974/1975 i w klasyfikacji generalnej zajął 52. miejsce. Pierwsze pucharowe podium zdobył 6 stycznia 1979 roku w Morzine, gdzie okazał się najlepszy w zjeździe. Jeszcze kilkukrotnie plasował się w czołowej dziesiątce zawodów sezonu 1978/1979, ale na podium już nie stanął. W klasyfikacji generalnej był 36., a w klasyfikacji zjazdu dziesiąty. W międzyczasie wystąpił na mistrzostwach świata w Garmisch-Partenkirchen w 1978 roku, gdzie w swoim jedynym starcie, biegu zjazdowym, zajął siódmą pozycję.
Najważniejszym punktem sezonu 1979/1980 były igrzyska olimpijskie w Lake Placid. Wystąpił tam tylko w zjeździe, zdobywając brązowy medal. W zawodach tych wyprzedzili go jedynie dwaj Austriacy: Leonhard Stock oraz Peter Wirnsberger. W zawodach PŚ jeden raz znalazł się w czołowej trójce: 19 stycznia 1980 roku w Wengen zajął trzecie miejsce w zjeździe. W klasyfikacji generalnej ostatecznie był trzydziesty, a w zjeździe był dziewiąty. W kolejnym sezonie aż ośmiokrotnie stawał na podium, przy czym odniósł trzy zwycięstwa: 21 grudnia 1980 roku w Sankt Moritz, 10 stycznia w Garmisch-Partenkirchen i 17 stycznia 1981 roku w Kitzbühel był najlepszy w zjeździe. Dało mu to dziewiąte miejsce w klasyfikacji generalnej oraz drugie w klasyfikacji zjazdu. Lepszy okazał się tylko Austriak Harti Weirather.
Największy sukces w zawodach Pucharu Świata osiągnął w sezonie 1981/1982, kiedy sięgnął po Małą Kryształową Kulę za zwycięstwo w klasyfikacji zjazdu. Pięciokrotnie stawał na podium: 21 grudnia w Crans-Montana, 16 stycznia w Kitzbühel i 13 lutego w Garmisch-Partenkirchen był najlepszy w zjeździe, a 15 stycznia w Kitzbühel i 27 lutego w Whistler był drugi w tej samej konkurencji. W klasyfikacji generalnej był ósmy. W lutym 1982 roku brał udział w mistrzostwach świata w Schladming, gdzie w swojej koronnej konkurencji był dziewiąty. Rok później punktował sporadycznie, ale zdołał dwukrotnie zajął drugie miejsce w zjeździe. Pozwoliło mu to jednak zająć dopiero trzydzieste miejsce w klasyfikacji generalnej. W sezonie 1983/1984 w najlepszej trójce znalazł się trzy razy: 4 grudnia w Schladming i 18 grudnia 1983 roku w Val Gardena był trzeci, a 28 stycznia 1984 roku wygrał zjazd w Garmisch-Partenkirchen. Zwycięstwo w Ga-Pa było ostatnim podium zawodów PŚ w jego karierze. Sezon ukończył na 21. pozycji w klasyfikacji generalnej i piątej w klasyfikacji zjazdu. Bez medalu wrócił z rozgrywanych w lutym 1984 roku igrzysk olimpijskich w Sarajewie. Rywalizację w zjeździe zakończył tam na ósmym miejscu. Niedługo później zakończył karierę.
W 1982 roku został oficerem Orderu Kanady. Po zakończeniu kariery pracował między innymi jako komentator sportowy dla stacji CBS (ZIO 2002) oraz NBC (ZIO 2006 i ZIO 2010). Był także członkiem komitetu organizacyjnego ZIO 2010 w Vancouver oraz wziął udział w sztafecie ze zniczem olimpijskim. Od 2003 roku pracuje jako dyrektor marketingu w korporacji telekomunikacyjnej Telus.

## Osiągnięcia

### Igrzyska olimpijskie
| Miejsce | Dzień     | Rok  | Miejscowość | Konkurencja | Czas biegu  | Strata  | Zwycięzca      |
| ------- | --------- | ---- | ----------- | ----------- | ----------- | ------- | -------------- |
| 3.      | 14 lutego | 1980 | Lake Placid | Zjazd       | 1:45,50 min | +1,12 s | Leonhard Stock |
| 8.      | 16 lutego | 1984 | Sarajewo    | Zjazd       | 1:45,59 min | +1,00 s | Bill Johnson   |

### Mistrzostwa świata
| Miejsce | Dzień       | Rok  | Miejscowość            | Konkurencja | Czas biegu  | Strata  | Zwycięzca       |
| ------- | ----------- | ---- | ---------------------- | ----------- | ----------- | ------- | --------------- |
| 7.      | 29 stycznia | 1978 | Garmisch-Partenkirchen | Zjazd       | 2:04,12 min | +0,86 s | Josef Walcher   |
| 3.      | 14 lutego   | 1980 | Lake Placid            | Zjazd       | 1:45,50 min | +1,12 s | Leonhard Stock  |
| 9.      | 6 lutego    | 1982 | Schladming             | Zjazd       | 1:55,10 min | +1,68 s | Harti Weirather |

### Puchar Świata

#### Miejsca w klasyfikacji generalnej
- sezon 1974/1975: 52.
- sezon 1975/1976: 43.
- sezon 1977/1978: 31.
- sezon 1978/1979: 36.
- sezon 1979/1980: 30.
- sezon 1980/1981: 9.
- sezon 1981/1982: 8.
- sezon 1982/1983: 30.
- sezon 1983/1984: 21.

#### Zwycięstwa w zawodach
1. Morzine – 6 stycznia 1979 (zjazd)
2. Sankt Moritz – 21 grudnia 1980 (zjazd)
3. Garmisch-Partenkirchen – 10 stycznia 1981 (zjazd)
4. Kitzbühel – 17 stycznia 1981 (zjazd)
5. Crans-Montana – 21 grudnia 1981 (zjazd)
6. Kitzbühel – 16 stycznia 1982 (zjazd)
7. Garmisch-Partenkirchen – 13 lutego 1982 (zjazd)
8. Garmisch-Partenkirchen – 28 stycznia 1984 (zjazd)

#### Pozostałe miejsca na podium
1. Wengen – 19 stycznia 1980 (zjazd) – 3. miejsce
2. Val d’Isère – 7 grudnia 1980 (zjazd) – 3. miejsce
3. Val Gardena – 14 grudnia 1980 (zjazd) – 3. miejsce
4. Wengen – 24 stycznia 1981 (zjazd) – 3. miejsce
5. St. Anton am Arlberg – 31 stycznia 1981 (zjazd) – 3. miejsce
6. Aspen – 6 marca 1981 (zjazd) – 2. miejsce
7. Kitzbühel – 15 stycznia 1982 (zjazd) – 2. miejsce
8. Whistler – 27 lutego 1982 (zjazd) – 2. miejsce
9. Kitzbühel – 21 stycznia 1983 (zjazd) – 2. miejsce
10. Sarajewo – 28 stycznia 1983 (zjazd) – 2. miejsce
11. Schladming – 4 grudnia 1983 (zjazd) – 3. miejsce
12. Val Gardena – 18 grudnia 1983 (zjazd) – 3. miejsce